# Bleu de phénol
Le bleu de phénol ou azuline est un colorant bleu.